# Brouwerij De Leeuw (Valkenburg)
De Leeuw was een bierbrouwerij, gevestigd in Valkenburg, in Nederlands Zuid-Limburg. Ze was gesitueerd aan de westkant van Valkenburg aan de Plenkertstraat, vlak bij de ingang naar de Romeinse Katakomben en bij de vuursteenmijnen van Valkenburg. Het biermerk Leeuw wordt sinds 2006 in België gebrouwen.

## Geschiedenis
In 1871 werd in Aken een brouwerij opgericht met de naam “ Dortmunder Brauhaus “. Men had bij de oprichting hiervan grote hoop op de bloeiende export van bier naar overzeese werelddelen. Het bleek al snel dat de handel via Nederland diverse moeilijkheden met zich bracht. Hierdoor kwam men op het idee om net over de grens op een strategische plaats een nevenvestiging te openen. Men wilde hiermee de import/export naar en van Nederland vergemakkelijken. De Duitse bierbrouwer opende in 1886 in Valkenburg een vestiging van zijn Dittman & Sauerland Actiën Brauerei in de voormalige kruitfabriek aan de Plenkerstraat. Valkenburg werd gekozen als strategische locatie vanwege het spoorwegstation, waardoor het bier vanuit Aken over het spoor eenvoudig aan te voeren was evenals de export naar de havens van Rotterdam en Antwerpen. Bovendien beschikte de kruitfabriek over een waterrad dat, door de rivier de Geul aangedreven, ook energie kon leveren voor de brouwerij. Dit waterrad wordt de Kruitmolen genoemd.
Het bier werd gebrouwen voor de export, lokaal was het sporadisch verkrijgbaar zijnde een specialiteit.
Langzamerhand liep de overzeese vraag naar dit exportbier terug omdat aldaar steeds meer brouwerijen werden opgericht om het bier ter plaatse goedkoper te kunnen aanbieden. Bij De Leeuw ging men daarom meer aandacht besteden aan de lokale markten om hun productie op peil te houden. Langzamerhand kon men het bier in diverse gelegenheden in de regio drinken. Het waren voor die tijd de speciaalbieren met namen als Klosterbräu, Löwenbräu. Ook had men de voor die tijd bekende Münchener – pilsener en lager bieren.
In Aken ging het in de tussentijd steeds slechter. De teruggang in de export en de Eerste Wereldoorlog hebben uiteindelijk een eind gemaakt aan de brouwerij in Aken. Het enige dat het bedrijf overeind hield was de Valkenburgse vestiging. Echter lang zou dit niet duren, vandaar dat men besloot tot sluiting van Aken en in eerste instantie ook van Valkenburg. Uiteindelijk zagen enkele aandeelhouders brood in een “doorstart” van Valkenburg. Er werd besloten een nieuw bedrijf op te richten en aandelen van het oude bedrijf om te ruilen voor aandelen in de nieuwe Valkenburgse brouwerij. Aldus geschiedde en op 4 april 1921 was de officiële oprichting van Bierbrouwerij De Leeuw.
Leeuw Bier wordt landelijk verkocht in de detailhandel en horeca. Het assortiment omvat pilsener, witbier, bokbier en oud bruin. De brouwerij is sinds 2000 in handen van Brouwerij Haacht uit België en het bier wordt sinds januari 2006 ook daar gebrouwen en gebotteld. In Valkenburg is sindsdien enkel een verkoopkantoor te vinden.
In 2019 is op het voormalige brouwerijterrein het experience-centre van Shimano geopend. Op hetzelfde terrein is ook 'Black Label Hotel Valkenburg' gevestigd

## Naam

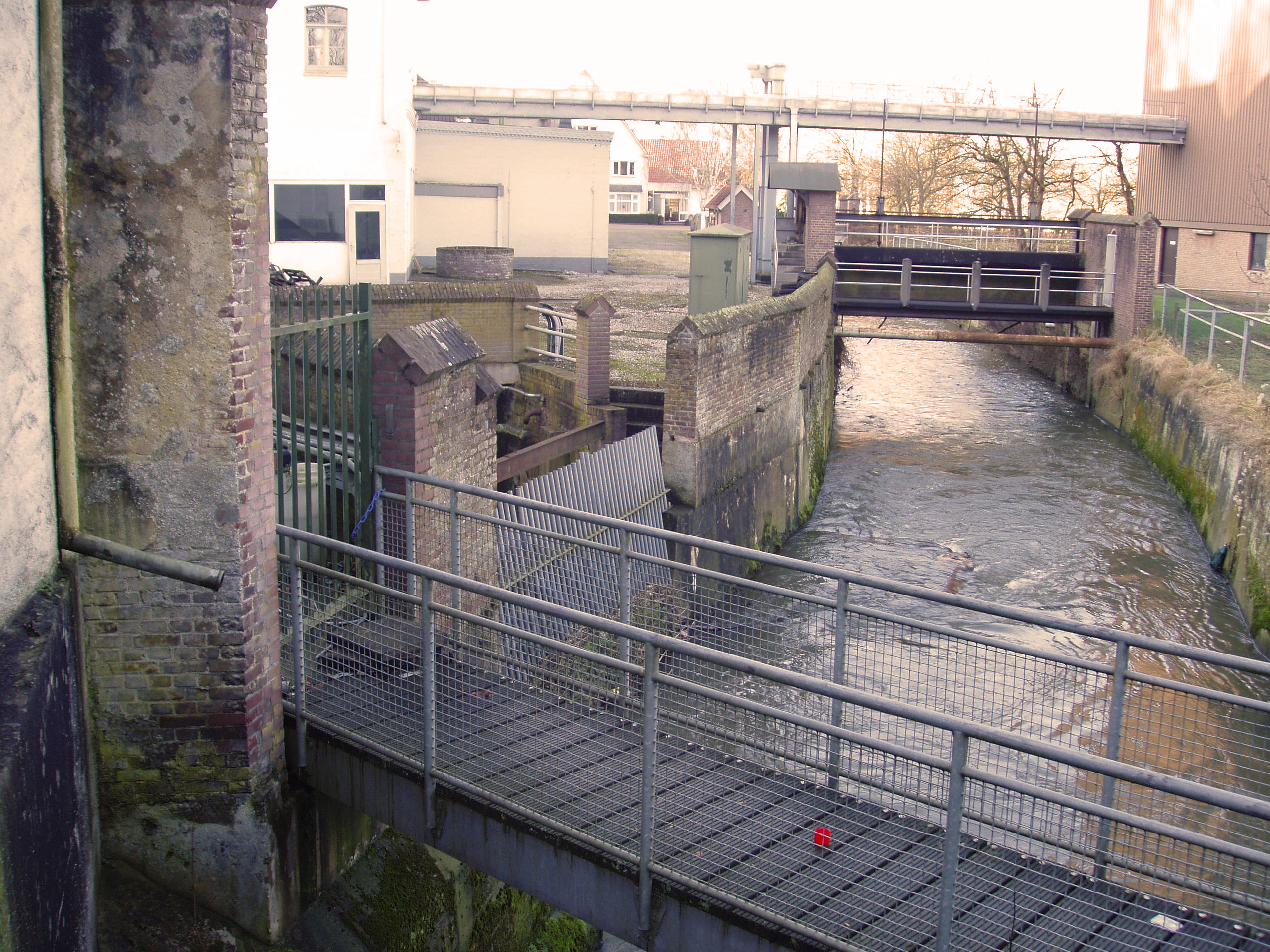
Het molengedeelte

De brouwerij te Valkenburg heette officieel “Aachener Exportbier Brouwerij Dittmann & Sauerlander Actien Maatschappij “. Op de bekende oude flessen waar schutzmarke en een paard staan zijn er daarom ook enkele waar in de hals AEB staat. De brouwerij werd echter door diverse mensen de Valkenburgsche Leeuwenbrouwerij genoemd. Vermoedelijk doordat de familie Dittmann voorheen bij de “Löwenbrauerei “ actief was geweest. De brouwerij is bekend met een leeuw als logo.
Toen in 1921 de brouwerij alleen verder ging, is de naam Leeuw bier ontstaan.
Voor een aantal supermarktketens brouwde de brouwerij private labels. Dit deed men onder de naam 'de Kruydtmolen'.